# Nora Gal

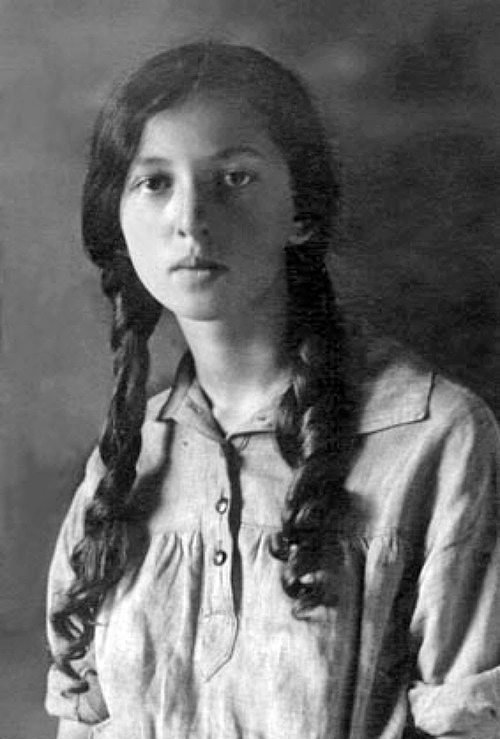
Nora Gal (1927)

Nora Gal (eigentlich Eleonora Jakowlewna Galperina, russisch Элеоно́ра Я́ковлевна Гальпе́рина); (* 14. Apriljul. / 27. April 1912greg. in Odessa; † 23. Juli 1991) war eine sowjetische Übersetzerin aus der englischen und französischen in die russische Sprache, Literaturkritikerin, Theoretikerin des Übersetzens und Redakteurin. Sie erlangte in der Sowjetunion Bekanntheit durch ihre Übersetzungen der Werke Der kleine Prinz von Antoine de Saint-Exupéry, Der Fremde von Albert Camus, Wer die Nachtigall stört von Harper Lee sowie von Science-Fiction-Werken.

## Leben
Nora Gal wurde am 27. April 1912 in Odessa in der Familie des Arztes Jakow Galperin und der Juristin Frederika Galperina geboren. Seit ihrer Kindheit lebte sie in Moskau. Sie studierte an der Pädagogischen Staatlichen Universität Moskau und schloss ihr Studium im Jahre 1937 ab. 1941 promovierte sie mit einer Doktorarbeit über die Werke Arthur Rimbauds. Gal veröffentlichte in verschiedenen Zeitschriften Artikel über die literarische Klassiker wie Guy de Maupassant, Lord Byron, Alfred de Musset sowie neuere ausländische Literatur. 
Sie heiratete den Literaturwissenschaftler Boris Kusmin. Die gemeinsame Tochter Edwarda Kusmina ist Literaturkritikerin und Redakteurin. Nora Gals Enkel Dmitri Kusmin ist Dichter, Literaturkritiker und Literaturwissenschaftler.
Nora Gal starb am 23. Juli 1991 nach schwerer Krankheit. Ihr Name ist im Weltall verewigt: Im Juli 1995 wurde der Kleinplanet (4049) Noragal' im Asteroidengürtel nach Nora Gal benannt.

## Werke
Bereits als Schülerin veröffentlichte Nora Gal mehrere Gedichte. Während ihres Studiums publizierte sie Prosawerke. Ende der 1930er-Jahre veröffentlichte sie zahlreiche Artikel über zeitgenössische ausländische Literatur. Während des Zweiten Weltkriegs versuchte sie sich zum ersten Mal im Übersetzen (1942). Nach dem Krieg arbeitete sie viel als Übersetzungslektorin (Werke von Jules Renard, Alexandre Dumas, H. G. Wells). Seit 1948 widmete sie sich ausschließlich Übersetzungen.
Seit Ende der 1950er-, Anfang der 1960er-Jahre gehört Nora Gal dank ihrer Übersetzungen  von Saint-Exupéry (Der kleine Prinz), J. D. Salinger (Erzählungen) sowie Harper Lee (Wer die Nachtigall stört) zu den führenden Literaturübersetzerinnen. In der Folge übersetzte sie Der Fremde von Camus, Heldentod von Richard Aldington sowie Romane von Thomas Wolfe, Joyce Carol Oates und Katherine Anne Porter. Aufgrund ihrer Leidenschaft für Science-Fiction-Literatur übersetzte sie Werke von Ray Bradbury, Clifford D. Simak, Isaac Asimov und Arthur C. Clarke, Roger Zelazny sowie Ursula K. Le Guin, Theodore Sturgeon und Robert Sheckley.
1972 erschien Nora Gals Buch Slowo schiwoje i mjortwoje (Lebendiges und totes Wort), das ihre beruflichen Erfahrungen zusammenfasst. Die Grundlage des Buches bilden Beispiele für misslungene und falsche sprachliche und stilistische Lösungen von Übersetzern, Autoren und Redakteuren. Diese werden jeweils einer kurzen Analyse unterzogen und durch alternative Vorschläge ergänzt. Besonders die Alltagssprache steht im Mittelpunkt. Somit wendet sich das Buch nicht nur an Fachleute.
Slowo schiwoje i mjortwoje erlebte mehrfache Neuauflagen.

## Sonstiges
Am 27. April 2012 wurde anlässlich des 100. Geburtstags von Nora Gal zum ersten Mal der Nora-Gal-Preis für Übersetzungen aus dem Englischen im Bereich Kurzprosa verliehen.